# Kwas hialuronowy

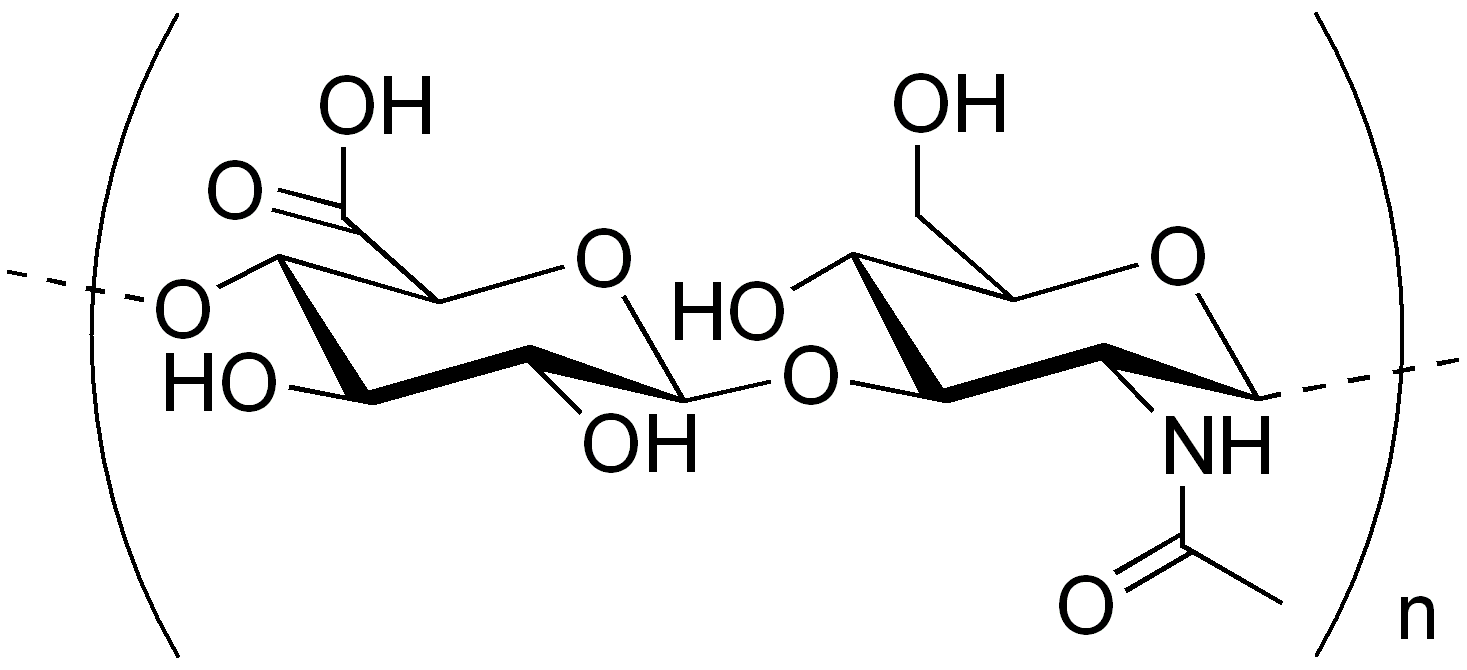
Struktura kwasu hialuronowego

Kwas hialuronowy – organiczny związek chemiczny, polisacharyd z grupy glikozoaminoglikanów. Występuje we wszystkich organizmach i należy do związków mających identyczną budowę chemiczną u bakterii i ssaków. Kwas hialuronowy jest biopolimerem, w którym występują naprzemiennie mery kwasu D-glukuronowego i N-acetylo-D-glukozaminy połączone wiązaniami β(1→4) i β(1→3) glikozydowymi. Naturalnie występujący kwas hialuronowy ma masę cząsteczkową od 10² do 104 kDa. W przeciwieństwie do innych glukozoaminoglikanów nie tworzy wiązania kowalencyjnego z białkami, nie może więc wchodzić w skład typowego proteoglikanu. Może natomiast stanowić oś, na której wiążą się inne proteoglikany, tworząc wraz z nimi „agregat proteoglikanu”.

## Występowanie
Kwas hialuronowy to związek, który wiąże wodę w skórze właściwej. Jedna cząsteczka kwasu hialuronowego jest w stanie związać ok. 250 cząsteczek wody. W skórze ludzkiej kwas ten jest składnikiem macierzy międzykomórkowej skóry właściwej. W skórze młodej kwasu hialuronowego jest pod dostatkiem, co gwarantuje jej sprężystość i brak zmarszczek. Z wiekiem ilość kwasu maleje. W późniejszym czasie skóra człowieka się starzeje, traci zdolność wiązania wody i powstają zmarszczki.
Kwas hialuronowy jest również głównym składnikiem mazi stawowej. Jest odpowiedzialny za lepkość mazi, smarowanie powierzchni stawowych, rozprowadzanie substancji odżywczych i odżywianie chrząstki, oraz jest buforem mechanicznym chroniącym komórki przed zgniataniem. W stawie kwas hialuronowy indukuje endogenne wytwarzanie samego siebie przez komórki zwane β-synowiocytami.

## Zastosowanie
Kwas hialuronowy występuje jako: usieciowany, częściowo usieciowany lub nieusieciowany. W zależności od stopnia usieciowania posiada różną gęstość oraz stopień wiązania cząsteczek wody, dzięki czemu wykazuje różną trwałość w zabiegach medycznych, w których został wykorzystany. Kwas hialuronowy usieciowany jest najbardziej odporny na enzym hialuronidazy, czyli rozbicie kwasu hialuronowego. Wykorzystuje się go przede wszystkim do przywracania objętości twarzy, wypełniania bruzd oraz tzw. wolumetrii. Kwas częściowo usieciowany stosuje się aby uzyskać efekt delikatnego wypełnienia. Z kolei kwas nieusieciowany, ze względu na bardzo dobre właściwości nawilżające, stosuje się w przypadku skóry suchej, wiotkiej i zmęczonej.

### Medycyna estetyczna
Kwas hialuronowy wykorzystywany jest w medycynie estetycznej jako alternatywa dla operacji plastycznych mających na celu odmłodzenie twarzy. Stosowany jest do wygładzania różnego rodzaju zmarszczek, spłycenia blizn, lepszego wypełnienia policzków i wiele innych. Wstrzykiwany jest za pomocą cienkiej igły, a zabieg trwa 30–45 minut. Przeprowadza się go przy znieczuleniu miejscowym lub stosując maść znieczulającą. Kilka tygodni przed jego przeprowadzeniem należy zaprzestać palenia tytoniu i picia alkoholu.
Miejsca użycia
- Twarz (nos, oczy, usta, czoło) – korygowane są niedoskonałości w postaci asymetrii ust lub nosa, wygładzane są zmarszczki (w tym „kurze łapki” koło oczu oraz zmarszczki poziome i tzw. „lwia zmarszczka” na czole), zmniejszana jest tzw. „dolina łez” (bruzda powstająca w związku z osłabieniem mięśni w okolicy oczu), uwypuklane są policzki itp.[3][4][6][5][7]
- Dłonie – retuszowane są różnego rodzaju niedoskonałości, nadając dłoniom młodszy wygląd[8].
- Włosy – poprzez ostrzykiwanie skóry głowy wzmacniają się cebulki włosów, co zapobiega ich wypadaniu[8].

### Ortopedia
W ortopedii kwas hialuronowy wykorzystywany jest w leczeniu różnego rodzaju chorobach zwyrodnieniowych stawów. Kuracja polega na podawaniu kwasu hialuronowego bezpośrednio do stawu za pomocą strzykawki.
Metaanaliza z roku 2012 obejmująca wyniki 89 badań klinicznych testów z udziałem ponad 12,5 tys. pacjentów wykazała brak lub słabe korzyści takiego zabiegu przy jednoczesnym ryzyku poważnych efektów niepożądanych. Autorzy analizy odradzają stosowanie tej procedury.

### Otorynolaryngologia
Kwas hialuronowy wykorzystywany jest w regeneracji strun głosowych lub leczeniu perforacji błony bębenkowej.

### Ginekologia
W ginekologii kwas hialuronowy wykorzystywany jest w przypadku wystąpienia stanów zapalnych bądź po zabiegach laserowych lub chirurgicznych. Skład kwasu hialuronowego ma korzystny wpływ na proces gojenia się tkanek.

### Proktologia
Kwas hialuronowy znajduje zastosowanie w leczeniu chorób odbytu i odbytnicy. Nawilża błonę śluzową i usprawnia procesy gojenia. W proktologii kwas hialuronowy podawany jest w postaci czopków.

### Okulistyka

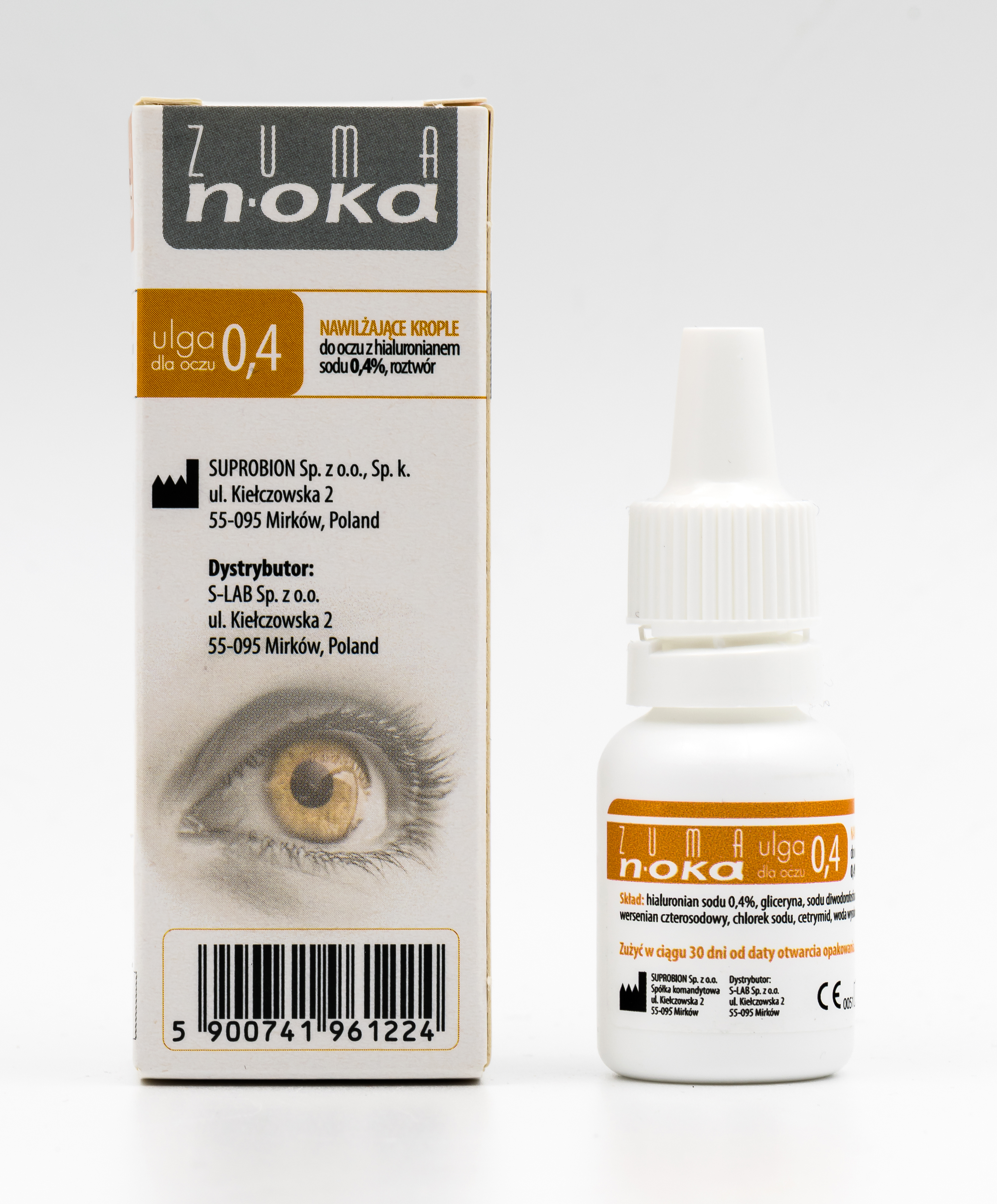
Krople do oczu z hialuronianem sodu

Kwas hialuronowy wykorzystywany jest do produkcji kropli do oczu, np. przy leczeniu zespołu suchego oka. Łagodzi on podrażnienia, chroni rogówkę przed wysychaniem, nawilża gałkę oczną.

### Stomatologia
Badania kliniczne dotyczące stosowania kwasu hialuronowego w leczeniu chorób przyzębia wykazały, że może on poprawić parametry kliniczne takie jak głębokość kieszonek przyzębnych i poziom krwawienia z dziąseł.

## Powikłania
Aby móc skorzystać z zabiegu, osoba powinna pozostawać w dobrym stanie zdrowia oraz być osobą wolną od nałogu tytoniowego, ma to na celu uniknięcie ewentualnych powikłań po podaniu preparatu. Do powikłań związanych z aplikacja kwasu hialuronowego możemy zaliczyć zaczerwienienia i reakcje alergiczną w miejscu podania, zmiany czucia, obrzęki oraz wysypkę. Wiele powikłań może być powodowanych poprzez wstrzyknięcie kwasu hialuronowego na nieprawidłową głębokość – bywa to przyczyną powstawania guzków. Bardzo rzadkim powikłaniem jest lokalna lipodystrofia policzków. W nielicznych przypadkach może dochodzić do okluzji naczynia, czyli blokady dostarczania krwi do miejsca, w którym był wykonywany zabieg.

## Częstotliwość zabiegów
Kwas hialuronowy jest substancją, która dość szybko ulega rozpadowi. Dlatego też, jeśli chce się utrzymać efekty, kwas hialuronowy powinien być ponownie aplikowany. Trwałość efektów jest uzależniona od indywidualnych cech pacjentów oraz szeregu czynników, jak wiek, kondycja skóry, stan zdrowia i miejsce, w które preparat został wstrzyknięty. Duży wpływ na utrzymanie rezultatów ma styl życia. Czynniki takie, jak częste opalanie się, niezdrowa dieta, nałóg nikotynowy, wpływają na skrócenie czasu obecności w skórze kwasu hialuronowego. Efekty zabiegu utrzymują się od 6 do 12 miesięcy.

## Przeciwwskazania
- Okres ciąży i laktacji
- choroby nowotworowe
- leczenie onkologiczne
- infekcje i stany zapalne skóry
- Choroby autoimmunologiczne
- Skłonność do blizn przerostowych
- Aktywna opryszczka
- Trądzik
- Nadwrażliwość na kwas hialuronowy[14][3]

## Postępowanie po zabiegu
Okres rekonwalescencji jest stosunkowo krótki. Przez najbliższe dwa tygodnie po zabiegu zalecane jest unikanie sauny i opalania. Przez pierwsze dni po zabiegu w miejscach iniekcji mogą pozostawać niewielkie zasinienia. Należy odpowiednio nawadniać organizm pijąc duże ilości wody niegazowanej. Przez najbliższy miesiąc nie powinno się stosować innych zabiegów z zakresu medycyny estetycznej w miejscu podania kwasu hialuronowego.

## Wybrane preparaty
Preparaty zawierające kwas hialuronowy to m.in. Juvederm, Restylane, Teosyal, Regenyal i Succeev.